# Großsteingrab Høiagergård
Das Großsteingrab Høiagergård war eine megalithische Grabanlage der jungsteinzeitlichen Nordgruppe der Trichterbecherkultur im Kirchspiel Slangerup in der dänischen Kommune Frederikssund. Es wurde im 19. oder frühen 20. Jahrhundert zerstört.

## Lage
Das Grab lag nördlich von Slangerup auf einem Feld nördlich des Lystrupvej. In der näheren Umgebung gibt bzw. gab es zahlreiche weitere megalithische Grabanlagen.

## Forschungsgeschichte
Im Jahr 1890 führten Mitarbeiter des Dänischen Nationalmuseums eine Dokumentation der Fundstelle durch. Bei einer weiteren Dokumentation im Jahr 1942 waren keine baulichen Überreste mehr auszumachen.

## Beschreibung
Die Anlage besaß eine Hügelschüttung unbekannter Form und Größe. Der Hügel enthielt eine Grabkammer, die als Ganggrab anzusprechen ist. Sie war nordnordost-südsüdwestlich orientiert und hatte einen ovalen Grundriss. Sie hatte eine Länge von 2,8 m, eine Breite von 2 m und eine Höhe von 1,5 m. Die Kammer bestand aus jeweils drei Wandsteinen an den Langseiten und je einem Abschlussstein an den Schmalseiten. Die Decksteine fehlten 1890 bereits. In der Mitte der ostsüdöstlichen Langseite befand sich der 0,7 m breite Zugang zur Kammer. Ihm war ein ostsüdost-westnordwestlich orientierter Gang mit einer Länge von mindestens 4,7 m und einer Breite zwischen 0,5 m und 0,7 m vorgelagert. 1890 waren noch zwei Wandsteine an der Südseite des Gangs und ein Wandstein an der Nordseite erhalten. Zwei weitere Wandsteine und die Decksteine fehlten.